# Старая Руза (посёлок)
Ста́рая Ру́за — посёлок сельского типа в Рузском районе Московской области, входящий в состав сельского поселения Старорузское. 
Население — 218 жителей на 2006 год. 
| 2002 | 2006 | 2010  |
| ---- | ---- | ----- |
| 831  | ↘218 | ↗1431 |

В посёлке числятся 8 улиц и микрорайон. До 2006 года посёлок входил в состав Старорузского сельского округа.
Посёлок расположен в юго-восточной района, примерно в 8 км к юго-востоку от Рузы, на правом берегу, в излучине Москва-реки, высота центра деревни над уровнем моря 185 м. Ближайшие населённые пункты — примыкающее с юга Нестерово и деревня Старая Руза — на противоположном берегу реки, через посёлок проходит шоссе А108 Московское большое кольцо. 